# Теодорих IV
Теодорих IV (фр. Thierry; 712 — между 16 марта и 30 апреля 737) — король франков (721—737) из династии Меровингов.

## Биография
Теодорих IV, имя которого с франкского языка переводится как «Король народа», был сыном Дагоберта III. После смерти отца в 715 году он был заключён сначала в Шелльское аббатство, а затем в замок Шато-Тьерри.
В феврале 721 года, после смерти не оставившего наследника короля Хильперика II, майордом Карл Мартелл провозгласил Теодориха IV королём. Однако монарх был лишён всякого значения в своём королевстве: Теодорих IV даже не принял участия ни в одном из многочисленных сражений того времени.
После смерти Теодориха IV весной 737 года Карл Мартелл до своей кончины в октябре 741 года не назначал ему преемника, и сам правил государством, не принимая, однако, королевского титула. Всего же трон оставался вакантным в течение шести лет, пока сыновья Карла Мартелла Карломан и Пипин Короткий не возвели на него Хильдерика III.